# Acrolophus emphytopa
Acrolophus emphytopa är en fjärilsart som beskrevs av Edward Meyrick 1932. Acrolophus emphytopa ingår i släktet Acrolophus och familjen Acrolophidae. Inga underarter finns listade i Catalogue of Life.